# Pohjois-Haaga
Pohjois-Haaga (en suédois : Norra Haga) est une section du quartier de Haaga à Helsinki en Finlande.

## Description
Pohjois-Haaga a une superficie de 1,46 km2, sa population s'élève à 8 694 habitants à la date du 1er janvier 2009 et il offre 2 691 emplois à la date du 31 décembre 2005.

## Galerie

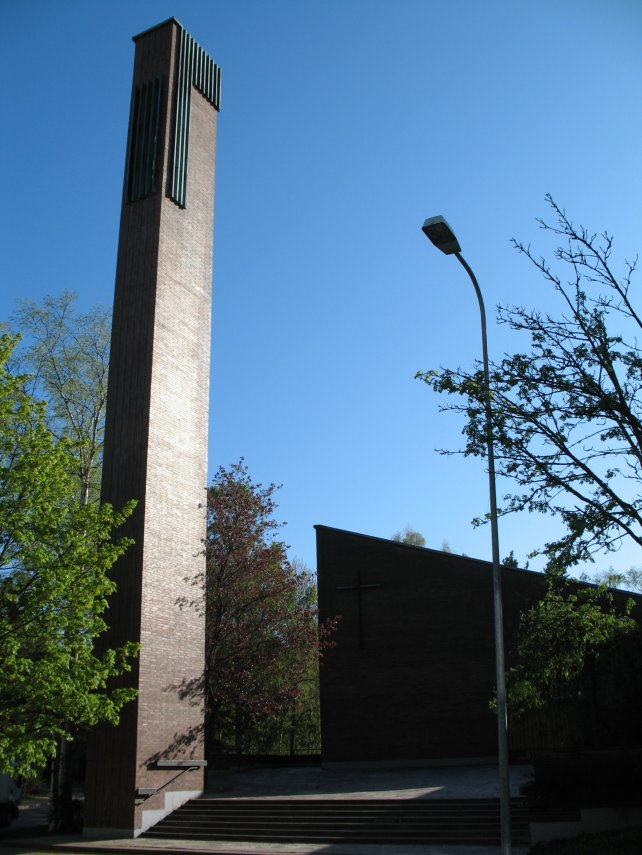
L'église d'Hakavuori.
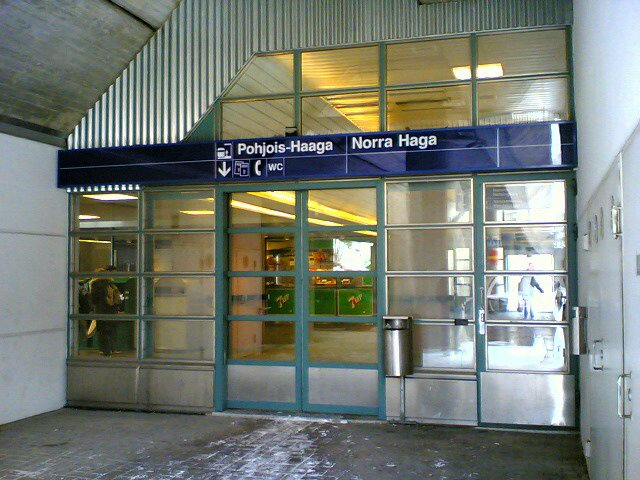
Gare de Pohjois-Haaga.